# Flauta de Divje Babe

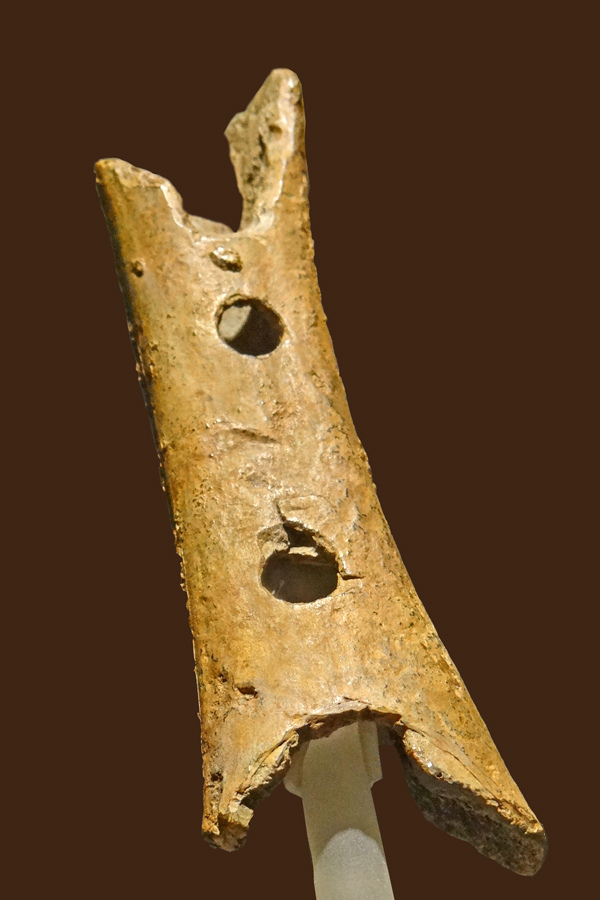
La flauta que se muestra en el Museo Nacional de Eslovenia en Liubliana.

La flauta de Divje Babe es un fémur de oso de las cavernas perforado por agujeros espaciados que se encontró en 1995 en el parque arqueológico Divje Babe, ubicado cerca de Cerkno en el noroeste de Eslovenia. Se ha sugerido que fue hecho por los neandertales como una forma de instrumento musical y su alineación y el espaciado de los agujeros lo llevaron a ser etiquetado como una «flauta neandertal». El arqueólogo esloveno Mitja Brodar, sin embargo, sostiene que fue hecho por cromañones como un elemento de la cultura auriñaciense de Europa Central. A pesar de hipótesis alternativas que sugieren que fue formado por animales, el artefacto permanece en exhibición pública prominente en el Museo Nacional de Eslovenia en Liubliana como una flauta neandertal. Como tal, es posiblemente el instrumento musical más antiguo conocido del mundo.

## Yacimiento y hallazgos similares en Eslovenia

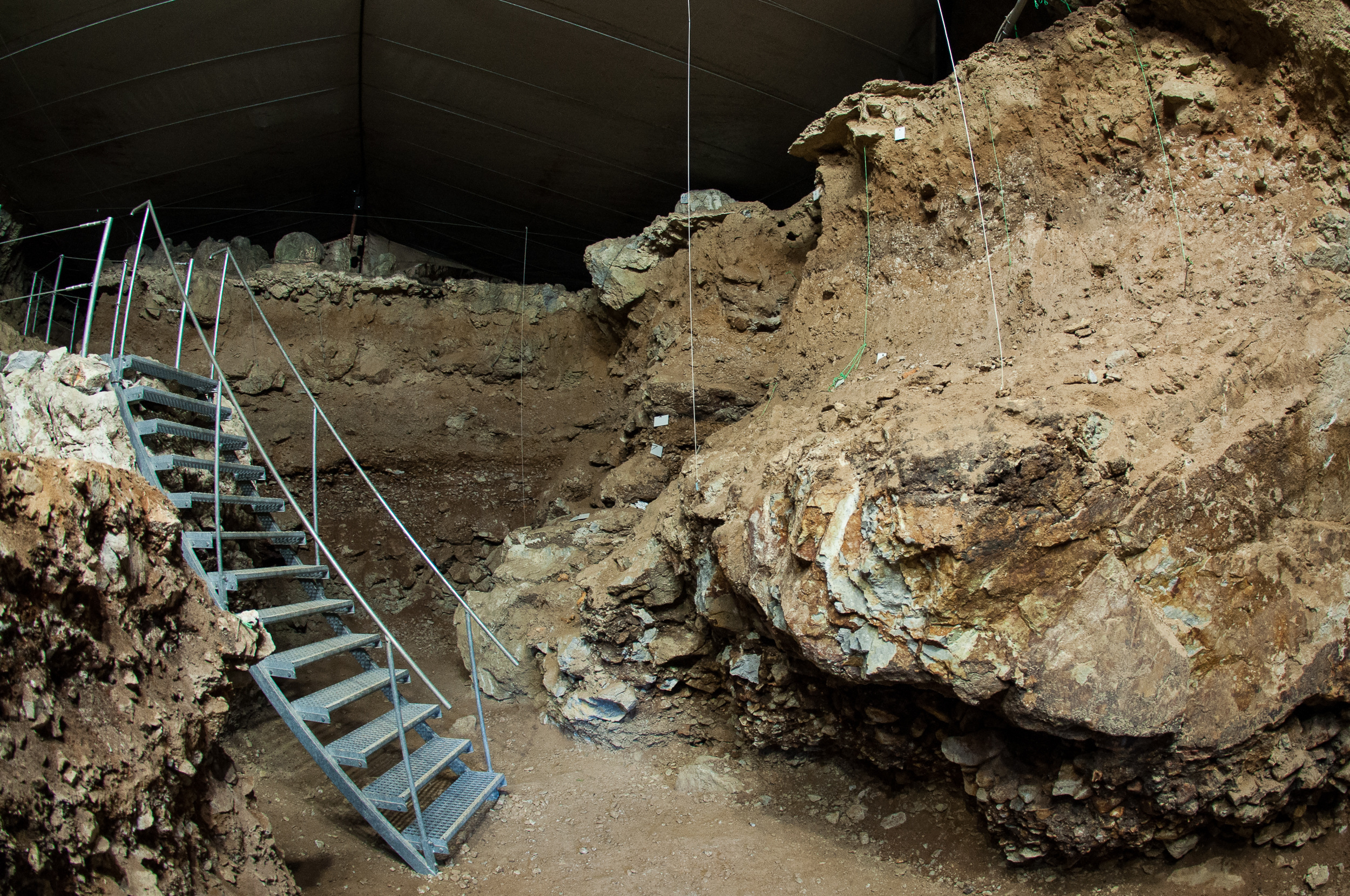
Interior de Divje Babe I.

Divje Babe es el yacimiento arqueológico más antiguo conocido de Eslovenia. La ubicación del sitio es una cueva horizontal, de 45 metros (148 pies) de largo y hasta 15 metros (49 pies) de ancho; se encuentra a 230 metros (750 pies) sobre el río Idrijca, cerca de Cerkno, y es accesible para los visitantes. Los investigadores del cambio climático del Pleistoceno que trabajan en el sitio han descubierto más de 600 elementos arqueológicos en al menos diez niveles, incluidos veinte hogares y los restos óseos de osos de las cavernas. Según las declaraciones del museo, la presunta flauta se ha asociado con el «final del Pleistoceno medio» y con los neandertales, hace unos 55 000 años.
En las décadas de 1920, 1930 y 1940, el arqueólogo Srečko Brodar (padre de Mitja Brodar) descubrió decenas de huesos con agujeros en otro sitio, la cueva Potok (en esloveno, Potočka zijalka) en las Karavanke orientales, pero casi todos fueron destruidos durante la anexión italiana durante la Segunda Guerra Mundial. De los que aún se conservan, el más conocido es la mandíbula de un oso de las cavernas con tres orificios en el canal mandibular.
Desde la Segunda Guerra Mundial, se han encontrado ejemplares similares en la cueva de Mokrica (en esloveno, Mokriška jama) y en el refugio de rocas de Betal (Betalov spodmol). Estos huesos también se conservan hoy en el Museo Nacional de Historia de Eslovenia. Según Mitja Brodar, quien descubrió muchos de ellos, los huesos con agujeros se han fechado sólo hasta el final del Musteriense y el comienzo del Auriñaciense y aún no se han encontrado en Europa Occidental. Brodar asume que estos huesos aún no son reconocidos por la comunidad de investigación internacional debido al hecho de que la mayoría de ellos se encontraron en Francia y el Paleolítico todavía se considera dominio de los franceses. Los huesos con agujeros como los encontrados en la cueva de Potok se han atribuido al cromañón humano moderno y Mitja Brodar afirma que son un elemento del Auriñaciense de Europa Central. Además, postula que la flauta de Divje Babe es un producto de los humanos modernos, pero esto ha sido cuestionado por otros eruditos eslovenos.

## «Flauta neandertal»
En 1995, el arqueólogo Ivan Turk de la Academia Eslovena de Ciencias y Artes encontró el fémur de un oso de las cavernas de aproximadamente 43 100 años en el yacimiento de Divje Babe cerca de un hogar musteriense. Debido a que tiene las características de una flauta, la llamó «flauta neandertal». Si se trata de una flauta creada por los neandertales es un tema de debate. Está rota en ambos extremos, con dos agujeros completos y lo que pueden ser los restos incompletos de un agujero en cada extremo, lo que significa que el hueso pudo haber tenido cuatro o más agujeros antes de dañarse. El fragmento de hueso es la diáfisis del fémur izquierdo de un oso de las cavernas de uno a dos años y mide 133,6 milímetros de largo. El diámetro máximo de los dos orificios completos es de 9,7 milímetros y 9,0 mm milímetros. La distancia entre los centros de los orificios es de 35 milímetros.
Si el hueso es realmente una flauta utilizable, sería un argumento para la existencia de la música hace 43 mil años. Así, Ivan Turk ha afirmado que, si los agujeros son «artificiales» (hechos por el ser humano) o «naturales» (pinchazos de la mordedura de un carnívoro), el origen es la «cuestión crucial». Un tema igualmente crítico es que, si los agujeros en esta «flauta» son de origen artificial, hasta la fecha no parece haber ningún medio disponible para determinar si fueron perforados deliberadamente hace 43 mil años o si son de un origen más contemporáneo.
El hueso se ha convertido en una atracción destacada en el Museo Nacional de Eslovenia, publicitado en sitios web oficiales eslovenos, transmitido por televisión con melodías reproducidas en una réplica de arcilla y es una fuente de orgullo nacional esloveno. Se hicieron pinturas, se construyeron modelos y músicos como el profesor de biología y flautista Jelle Atema las han interpretado públicamente.
El tafonomista italiano afincado en Francia Francesco D'Errico, así como Claus-Stephan Holdermann, Jordi Serangeli, Philip G. Chase y April Nowell han planteado la hipótesis de su origen carnívoro.

### Espaciado y alineación de agujeros
La probabilidad de que cuatro agujeros colocados al azar aparezcan en línea en una escala musical reconocible es muy baja según un análisis realizado por el musicólogo canadiense Bob Fink en 2000. Respondiendo a la hipótesis del origen carnívoro de D'Errico, Turk señaló que las características «comunes» entre el artefacto de origen carnívoro y otros huesos masticados estudiados por D'Errico no incluyen la alineación de los agujeros.
Tampoco hay evidencia de que los dos agujeros pudieran haber sido mordidos al mismo tiempo. Todos los tafonomistas interesados analizaron la amplitud de los dientes para ver si algún animal podía morder dos o más agujeros de este tipo a la vez. No se pudo encontrar ninguna coincidencia con ningún animal conocido. Si se hubiera encontrado una coincidencia, podría haberse citado como evidencia prima facie de que los agujeros fueron hechos por animales. Esto fue observado por Turk en su libro y también por los poseedores de hipótesis opuestas Nowell y Chase en su artículo en la edición de agosto/octubre de 1998 de Current Anthropology. Nowell escribió que los agujeros en el espécimen «casi con certeza se hicieron secuencialmente en lugar de simultáneamente y que la distancia entre ellos no tiene nada que ver con la distancia entre dos dientes cualesquiera en la mandíbula de un lobo».
Iain Morley, a pesar de sostener la hipótesis del origen carnívoro, observó en su artículo de noviembre de 2006 que, «mientras que las colecciones de huesos de oso de las cavernas examinadas por D'Errico ... así como las discutidas por Turk ... muestran agujeros de forma similar y dañados ... ninguno de estos ocurre en la diáfisis de un fémur», como se encuentra en la reputada flauta.
Marcel Otte, director del Museo de Prehistoria de la Universidad de Lieja (Bélgica), señaló en un artículo de abril de 2000 en Current Anthropology que existe un posible orificio para el pulgar en el lado opuesto del hueso de Divje Babe, que, al hacer cinco orificios, encajaría perfectamente en una mano humana.
Turk escribió en el libro The Origins of Music: «Si esta probabilidad [de tener agujeros alineados que parezcan una flauta] fuera mayor (y por supuesto que no lo es), es probable que se hubieran encontrado más, ya que ... los carnívoros en las cuevas eran al menos tan activos en los huesos, si no más, que las personas en las cuevas ...».
En 2015, Cajus G. Diedrich sugirió que los agujeros podrían explicarse por la acción carroñera de la hiena manchada.

### Forma del agujero
D'Errico hizo un análisis del artefacto en comparación con acumulaciones de huesos de osos de las cavernas donde no se conocía la presencia de homínidos. Publicaron fotos de varios huesos con agujeros que tenían agujeros más o menos circulares similares a los encontrados en el artefacto, pero no tenían un solo hueso que se acercara ni siquiera a la alineación lineal de los agujeros de Turk. Ignorando la probabilidad de alineación de los agujeros, la interpretación de D'Errico fue que era posible que los agujeros los hubiera hecho un animal y concluyeron que de las opciones disponibles esta era la más probable. D'Errico insistió en ignorar la probabilidad de alineación de los orificios e, incluso después de haber analizado el artefacto de primera mano, afirmó que «la presencia de dos o posiblemente tres perforaciones en la flauta sugerida no puede, por tanto, considerarse como evidencia de fabricación humana, ya que esta es una característica común en la muestra estudiada».
Turk llevó a cabo experimentos de laboratorio que perforaron agujeros en huesos de oso frescos a la manera de pinchazos de carnívoros y, en todos los casos, los huesos se partieron. Sin embargo, en el caso de Divje Babe, el hueso no se rompió, un hecho que no coincide con las expectativas de acción carnívora, como mostraron los resultados de Turk. Este escribió, en su libro y en su artículo en la antología Origins of Music del MIT, que el hueso no muestra «contramordidas» que uno esperaría normalmente en el otro lado del hueso, igualando la inmensa presión necesaria para que un mordisco hiciera los agujeros del centro.
El libro de Turk de 1997 informó que los agujeros tienen diámetros similares que se adaptan a las yemas de los dedos y todos son circulares en lugar de ovalados (como suelen ser las mordeduras de carnívoros). Además, todos están en la proporción adecuada entre el tamaño del orificio y el tamaño del orificio que se encuentra en la mayoría de las flautas y el hueso es del tipo (fémur) que se usa generalmente para las flautas óseas.
Ivan Turk publicó en 2005 un examen del espécimen mediante tomografía computarizada, en el que concluyó que «los dos agujeros parcialmente conservados fueron creados antes del daño ... o antes de la indiscutible intervención de un carnívoro».
El Museo Nacional de Eslovenia sostiene que estas pruebas «finalmente han refutado la hipótesis de que el hueso se perforara debido a la mordedura de un oso». La fabricación por parte de los neandertales «está probada de manera confiable» y su importancia en la comprensión de sus capacidades y el desarrollo de la música y el habla es segura.

### Médula ósea
La cuestión de la cantidad de médula ósea que queda en el artefacto es importante, porque la fabricación de flautas de hueso generalmente incluye la extracción de la médula.
Turk escribió que «la cavidad de la médula está básicamente limpia de esponjosidad. El color de la cavidad de la médula no difiere del color de la superficie externa del hueso. Así que podemos concluir que la cavidad de la médula ya estaba abierta en ese momento ... De lo contrario, sería de un color más oscuro que la superficie del hueso, como sabemos por las cavidades de la médula ósea coloreadas de los huesos de las extremidades».
April Nowell declaró en una entrevista que «por invitación de Turk, [Nowell] y Chase fueron a Eslovenia el año pasado ... Salieron aún más escépticos de que el hueso de oso hubiera emitido música alguna vez. Por un lado, ambos extremos claramente habían sido roídos por algo, tal vez un lobo, en busca de médula grasosa. Los orificios podrían haber sido simplemente perforados en el proceso por dientes caninos o carnasiales puntiagudos y su redondez podría deberse a daños naturales después de que se abandonara el hueso. La presencia de médula sugiere que nadie se había molestado en ahuecar el hueso como si fuera a crear una flauta de punta. Nowell dice: "[Turk] está dispuesto a concederle el beneficio de la duda, mientras que nosotros no"».

### Escala diatónica
Bob Fink afirmó en su ensayo en 1997, que los agujeros del hueso eran «consistentes con cuatro notas de la escala diatónica» (do, re, mi, fa) basado en el espaciado de esos cuatro agujeros. El espaciado de los agujeros en una flauta diatónica (escala menor) moderna es único y no está espaciado uniformemente. En esencia, dijo Fink, son como una simple huella digital. Los agujeros del hueso de Divje Babe coincidían muy de cerca con esos espacios con una serie de agujeros de notas en una escala menor.
Nowell y Chase escribieron en Studies in Music Archaeology III que el hueso de oso juvenil era demasiado corto para tocar esos cuatro agujeros en sintonía con cualquier serie diatónica de tonos y semitonos. Fink sugirió que originalmente podría haber sido una extensión de boquilla agregada al hueso antes de que se rompiera.

[Nowell] along with archeologist Philip Chase, had serious doubts as soon as they saw photos of the bone on the Internet.... The Divje Babe bone bears some resemblance to the dozens of younger, uncontested bone flutes from European Upper Paleolithic [UP] sites. But, says Nowell, these obvious flutes are longer, have more holes, and exhibit telltale tool marks left from their manufacture. No such marks occur on the bear bone. Fink proposed that the spacing of the flute's holes matches music's standard diatonic scale. ...Nowell and Chase teamed with a more musically inclined colleague to show that the bear bone would need to be twice its natural total length to conform to a diatonic scale...
[Nowell] junto con el arqueólogo Philip Chase, tuvieron serias dudas tan pronto como vieron fotos del hueso en internet ... El hueso de Divje Babe tiene cierto parecido con las docenas de flautas de hueso más jóvenes e indiscutibles de yacimientos del Paleolítico Superior europeo [UP]. Pero, dice Nowell, estas flautas obvias son más largas, tienen más agujeros y exhiben marcas reveladoras de herramientas que quedaron de su fabricación. No se producen tales marcas en el hueso del oso. Fink propuso que el espaciado de los agujeros de la flauta coincide con la escala diatónica estándar de la música. ... Nowell y Chase se unieron a un colega más inclinado a la música para mostrar que el hueso de oso tendría que tener el doble de su longitud total natural para ajustarse a una escala diatónica ...

En un artículo de 2011, Matija Turk publicó los resultados de una colaboración con Ljuben Dimkaroski, un músico académico que había hecho réplicas del artefacto. Los autores argumentan que el instrumento abarcó un registro de dos octavas y media, que puede extenderse a tres octavas con tránsito de armónico. Dimkaroski creó más de treinta réplicas de madera y hueso de la flauta y experimentó con ellas. Las réplicas se hicieron a partir de fémures de osos pardos juveniles proporcionados por la Asociación de Cazadores de Eslovenia, pero también de huesos de novillos, cabras, cerdos, corzos y ciervos. Al final, se concentró en reproducir una réplica hecha en un fémur de un oso de las cavernas juvenil de la cueva Divje Babe I, para acercarse lo más posible a las dimensiones del original.